# Magallanes (película)
Magallanes es una película peruana dirigida por el actor y abogado Salvador del Solar, estrenada el 20 de agosto de 2015. Protagonizada por la peruana Magaly Solier y el mexicano Damián Alcázar. Está basada en la novela La pasajera del escritor peruano Alonso Cueto.

## Sinopsis
Una tarde, recorriendo las calles de Lima, el taxista Harvey Magallanes recoge a una pasajera, a la que reconoce: es Celina, una mujer a la que conoció hacía más de 20 años en Ayacucho, cuando era soldado del Ejército del Perú y luchaba contra los terroristas de Sendero Luminoso. En su búsqueda personal de redención, Magallanes tratará de ayudar económicamente a Celina, que trabaja ahora en una peluquería en Villa María del Triunfo. Pero ella no estará dispuesta a aceptar esa ayuda, debido a un secreto del pasado que los enfrenta.

## Reparto
- Magaly Solier como Celina.
- Damián Alcázar como Harvey Magallanes.
- Federico Luppi como el coronel.
- Christian Meier
- Bruno Odar como Milton.
- Tatiana Astengo
- Jairo Camargo
- Liliana Trujillo
- Paul Ramírez
- Tatiana Espinoza como Hermelinda Magallanes.
- Grapa Paola
- Nicolás Galindo como Juan.
- Rodrigo Sánchez Patiño
- Camila Mac Lennan
- Jhordan Segura Martínez como Hijo de Celina.

## Premios y nominaciones
| Año  | Lugar | País     | Categoría                                              | Resultado | Notas  |
| ---- | --- | -------- | ------------------------------------------------------ | --------- | ------ |
| 2012 | Concurso de Proyectos de Obras Cinematográficas de Largometraje 2012 (como ¿Qué fue lo que hiciste, Harvey Magallanes?) | Perú     | Largometrajes                                          | Ganadora  | [ 5 ]  |
| 2014 | Festival Internacional de Cine de San Sebastián                                                                         | España   | Premio de Cine en Construcción                         | Ganadora  | [ 6 ]  |
| 2015 | Festival de Cine de Lima                                                                                                | Perú     | Mejor Actriz (Magaly Solier)                           | Ganadora  | [ 7 ]  |
| 2015 | Festival de Cine de Lima                                                                                                | Perú     | Primer Premio del Público (mejor película)             | Ganadora  | [ 7 ]  |
| 2015 | Festival de Cine de Lima                                                                                                | Perú     | Premio TITRA (película peruana más votada por público) | Ganadora  | [ 7 ]  |
| 2015 | Festival de Cine Iberoamericano de Huelva                                                                               | España   | Mejor película                                         | Ganadora  | [ 8 ]  |
| 2015 | Festival de Cine Iberoamericano de Huelva                                                                               | España   | Mejor actriz (Magaly Solier)                           | Ganadora  | [ 8 ]  |
| 2015 | Festival de Cine Iberoamericano de Huelva                                                                               | España   | Mejor Guion                                            | Ganadora  | [ 8 ]  |
| 2015 | Premios Luces de El Comercio                                                                                            | Perú     | Mejor película                                         | Nominada  | [ 9 ]  |
| 2015 | Premios Luces de El Comercio                                                                                            | Perú     | Mejor actriz (Magaly Solier)                           | Nominada  | [ 9 ]  |
| 2015 | Premios Luces de El Comercio                                                                                            | Perú     | Mejor actor secundario (Bruno Odar)                    | Nominado  | [ 9 ]  |
| 2015 | Premio Goya | España   | Mejor película iberoamericana                          | Nominada  | [ 10 ] |
| 2015 | Premios TUNKI | Perú     | Mejor película                                         | Nominada  | [ 11 ] |
| 2015 | Premios TUNKI | Perú     | Mejor director                                         | Nominado  | [ 11 ] |
| 2015 | Premios TUNKI | Perú     | Mejor Actor (Damián Alcázar)                           | Nominado  | [ 11 ] |
| 2015 | Premios TUNKI | Perú     | Mejor Actriz (Magaly Solier)                           | Ganadora  | [ 11 ] |
| 2015 | Premios TUNKI | Perú     | Mejor Guion                                            | Ganadora  | [ 11 ] |
| 2015 | Premios TUNKI | Perú     | Mejor Fotografía                                       | Ganadora  | [ 11 ] |
| 2015 | Premios TUNKI | Perú     | Mejor Sonido                                           | Nominada  | [ 11 ] |
| 2015 | STAFF de Cinencuentro                                                                                                   | Perú     | Mejor película                                         | Nominada  | [ 12 ] |
| 2015 | STAFF de Cinencuentro                                                                                                   | Perú     | Mejor actriz (Magaly Solier)                           | Ganadora  | [ 12 ] |
| 2015 | STAFF de Cinencuentro                                                                                                   | Perú     | Mejor Actor (Damián Alcázar)                           | Nominado  | [ 12 ] |
| 2016 | Mostra de Cine Latinoamericano de Cataluña                                                                              | España   | Mejor actriz (Magaly Solier)                           | Ganadora  | [ 13 ] |
| 2016 | Mostra de Cine Latinoamericano de Cataluña                                                                              | España   | Mejor Actor (Damián Alcázar)                           | Ganador   | [ 13 ] |
| 2016 | Mostra de Cine Latinoamericano de Cataluña                                                                              | España   | Mejor Ópera Prima                                      | Ganadora  | [ 13 ] |
| 2016 | Premios Platino | Uruguay  | Mejor Ópera Prima                                      | Nominada  | [ 14 ] |
| 2016 | Premios Platino | Uruguay  | Mejor Guion                                            | Nominado  | [ 14 ] |
| 2016 | Premios Platino | Uruguay  | Mejor Interpretación Masculina (Damián Alcázar)        | Nominado  | [ 14 ] |
| 2016 | Premios Platino | Uruguay  | Mejor Música Original                                  | Nominado  | [ 14 ] |
| 2016 | Premios Platino | Uruguay  | Mejor Dirección de Montaje                             | Nominado  | [ 14 ] |
| 2016 | Premios Fénix | México   | Mejor Interpretación Femenina (Magaly Solier)          | Nominada  | [ 15 ] |
| 2016 | Premios Macondo | Colombia | Mejor película                                         | Nominada  | [ 16 ] |
| 2016 | Premios Macondo | Colombia | Mejor director                                         | Nominado  | [ 16 ] |
| 2016 | Premios Macondo | Colombia | Mejor actor principal (Damián Alcázar)                 | Ganador   | [ 16 ] |
| 2016 | Premios Macondo | Colombia | Mejor guion                                            | Nominado  | [ 16 ] |
| 2016 | Premios Macondo | Colombia | Mejor música original                                  | Nominada  | [ 16 ] |